# Ella, Lucifer y yo
Ella, Lucifer y yo es una película de comedia mexicana de 1953 dirigida por Miguel Morayta Martínez y protagonizada por Sara Montiel, Abel Salazar y Carlos López Moctezuma.

## Argumento
Jorge hace un pacto con Lucifer para conseguir el amor de una bella cantante, Isabel. Para lograr su objetivo, Lucifer dota a Jorge del poder de convertirse en invisible a voluntad. Los encantos de Jorge siguen sin despertar la mínima pasión en Isabel quien, por el contrario, demuestra su deseo por un extraño enmascardo que la visita a medianoche.

## Reparto
- Sara Montiel como Isabel.
- Abel Salazar como Jorge.
- Carlos López Moctezuma como Lucifer / Productor.
- Dalia Íñiguez como Matilde.
- Nono Arsu como él mismo.
- Luis Manuel Pelayo como Agente.
- Luis Aragón
- Roberto Spriu
- Lidia Franco
- María Herrero
- Ángel Merino como Eusebio.
- Trío Calaveras como ellos mismos.